# Abbywinters.com
abbywinters.com (o simplemente Abby Winters) es un sitio pornográfico australiano de pago que gira principalmente en torno a fotografías de modelos desnudas y actos sexuales lésbicos y en solitario de modelos femeninas. Afirma contar con equipos de rodaje exclusivamente femeninos y forma parte del mercado del porno "natural". El sitio se creó en el año 2000 y desde entonces se ha dividido en hasta cuatro "minisitios": "Solo", "Girl-Boy", "Girl-Girl" e "Intimate Moments" (masturbación).
Abby Winters nació como un sitio australiano con participantes y empleados australianos. Ahora tiene su sede en Ámsterdam y entremezcla su extenso material australiano con material nuevo rodado desde su traslado. Además de fotos y vídeos de modelaje erótico y actos sexuales, el sitio también presenta una serie de situaciones del "mundo real", con y sin guion, especialmente en vídeo, como yoga al desnudo, aeróbic, videojuegos, natación y lavado de coches.
El sitio destaca por su mezcla de modelos profesionales "principales" -de los que sólo tiene unos pocos- junto con un enorme número de modelos auténticamente amateurs, la mayoría de los cuales nunca habían trabajado en el modelaje o el vídeo erótico antes de llegar a la empresa. El material se suele capturar con vídeo y fotografía de alta definición y alta calidad, junto con ángulos de captura de "firma" algo atípicos, y no tiene modelos con pechos mejorados quirúrgicamente. Las modelos llevan muy poco maquillaje y muchas mantienen el vello púbico. Además, la web afirma que sus fotos no están retocadas de ninguna manera (aparte de un equilibrado básico del color).

En enero de 2008, abbywinters.com contaba con unos 30 000 suscriptores A pesar de su historia como sitio web australiano, el 65% de sus suscriptores se encuentran en Estados Unidos.
En 2010, en respuesta a un clima político cambiante en el gobierno australiano sobre la cuestión de la aceptabilidad de la pornografía en el país, las oficinas de la empresa se trasladaron a los Países Bajos. Antes de ese traslado, los servidores web del sitio ya estaban ubicados en los Países Bajos y Estados Unidos desde hacía bastante tiempo.

## Descripción del contenido
En el sitio web aparecen modelos femeninas de edades comprendidas entre los 18 y más de 40 años. Con la excepción de las que llevan mucho tiempo trabajando para la organización, que son pocas, casi todas las modelos de Abby Winters son completamente nuevas en el mundo de la pornografía. En las sesiones fotográficas, las mujeres son fotografiadas en sus propias casas y dormitorios y/o en exteriores, y suelen empezar llevando su propia ropa y ropa interior, que se van quitando poco a poco. 
En los vídeos, también puede haber entrevistas sinceras, pero los vídeos del sitio que involucran a grupos suelen tener un tema, o al menos una historia de fondo implícita, como una clase de yoga que comienza completamente vestida y gradualmente se despoja de las prendas a medida que avanza la sesión de yoga. Según Adultreviews, en marzo de 2018 había 1 485 modelos destacadas en el sitio, con más de 500 000 imágenes y 5 459 vídeos. Se subían nuevos contenidos dos veces al día, aumentándose la cifra anualmente.
La escritora de Wired Regina Lynn afirmó que el sitio retrata el sexo de forma más realista que la mayoría de la pornografía. Los clientes pueden sugerir escenarios en el foro del sitio, que a veces se filman. Después de establecer un escenario aproximado para cada rodaje, el equipo de producción deja que los artistas decidan a qué velocidad avanza la escena y qué actos sexuales realizarán. Se afirma que todas las escenas son filmadas por mujeres, algunas de las cuales han trabajado anteriormente como modelos para el sitio. Las modelos cobran aproximadamente 500 dólares por una escena de masturbación en solitario y 800 dólares por una escena de sexo con otra modelo.

## Existencia de Abby Winters como persona
Según Garion Hall, Abby Winters es una mujer que conoció en 1999 y que quería rodar porno alternativo y creó un sitio web. Garion se ocupaba de la parte comercial. En 2003, ella dejó de estar interesada en el asunto y Garion la compró. Se considera que el personaje es inventado y un apodo de Garion Hall.
El 1 de junio de 2010, Hall anunció que G Media vendía el negocio a su nueva empresa neerlandesa, y que trasladaría sus operaciones a Ámsterdam (Países Bajos) debido a problemas legales en Australia. La empresa había tenido su sede en el suburbio de Fitzroy, en Melbourne, antes de su traslado. Ahora opera desde una oficina en el centro de Ámsterdam.
A finales de 2007, la empresa también abrió brevemente una segunda oficina en Sídney. A finales de 2007, el sitio se asoció con Wicked Pictures como distribuidor exclusivo de los DVD de Abbywinters.com.
La empresa afirma haber donado regularmente 1 000 dólares a la semana a varias organizaciones, como Samba, ASACP y otros proyectos de código abierto, así como a organizaciones de ayuda sanitaria. Abby Winters fue "Sustaining Contributor" en la Thank GNUs 2007 de la Free Software Foundation y en la lista de donaciones de OpenBSD.
El 28 de junio de 2023, el propietario del sitio, Garion Hall, anunció a través del foro público del sitio que Abbywinters dejaba de producir nuevas escenas. Como razón mencionó la falta de rentabilidad y la falta de modelos adecuados. Por lo demás, el sitio seguirá funcionando.

## Críticas de la ex modelo Liandra Dahl
En 2007, la ex modelo Liandra Dahl, de Abby Winters, escribió en su blog sobre los problemas de privacidad de los sitios de G Media, que fue recogido por el Herald Sun. A Dahl le preocupaba que Abby Winters no informara a las modelos jóvenes e inexpertas de que el contenido puede estar disponible fuera de los confines del sitio de pago, en las redes de intercambio de archivos, y de cómo su participación en la pornografía podría volver a afectarlas inhibiendo sus futuras elecciones. Sin embargo, tras la redada de G Media, Dahl reabrió su blog para aclarar que el Herald Sun la había "citado mal" y que ella no apoyaba las nuevas leyes contra la pornografía en Australia.

## Redada policial en G Media
El 16 de junio de 2009, la policía de Victoria llevó a cabo una redada en las oficinas de G Media en Melbourne, en el marco de una "Operación Refugio" más amplia. El artículo del Herald Sun daba dos motivos para la redada: que G Media podría haber filmado a una modelo menor de edad y que las producciones de DVD de G Media podrían haber infringido las leyes de clasificación de películas de Victoria. El informe afirmaba que el director ejecutivo Garion Hall fue detenido, pero puesto en libertad más tarde ese mismo día, y afirmaba que la redada se había realizado en respuesta a la información facilitada por el periódico. Más tarde, G Media emitió un comunicado en el que afirmaba que no se había incautado nada en la redada y que la policía había actuado con cortesía y amabilidad.
En diciembre de 2009, la policía de Victoria acusó a Garion Hall, director ejecutivo, de 54 cargos por hacer películas censurables con fines lucrativos y por poseer una cantidad comercial de películas censurables. Según un post de Hall en el sitio web, finalmente se retiraron los cargos contra él y se presentaron dos cargos contra la propia empresa. Un juez impuso a la empresa una multa de 6 000 dólares el 28 de mayo de 2010. Esta combinación de problemas legales, encuentros con las fuerzas del orden, sanciones económicas y un clima de menor aceptación de las actividades de la empresa llevaron a Hall a trasladar la empresa fuera de Australia y trasladarla a Ámsterdam.

## Censura
Abbywinters.com fue incluida en una lista publicada en WikiLeaks el 19 de marzo de 2009, en la que supuestamente figuraba la lista negra de sitios web que la Autoridad Australiana de Comunicaciones y Medios de Comunicación iba a prohibir en Australia en virtud de la propuesta de cortafuegos.